# Brewer Hill (Virginia Occidental)
Brewer Hill es un área no incorporada ubicada dentro del condado de Monongalia (Virginia Occidental), Estados Unidos. Está catalogada como un asentamiento humano por la Junta de Nombres Geográficos de los Estados Unidos.
El número de identificación (ID) asignado por el Servicio Geológico de Estados Unidos es 1553974.

## Geografía
Se encuentra a una altitud de 286 metros sobre el nivel del mar (938 pies) según el conjunto de datos de elevación nacional.